# أدولف فريدريش فون شاك
أدولف فريدريش فون شاك الجراف أدولف فريدريش فون شاك Graf Adolf Friedrich von Schack (ولد في 2 أغسطس 1815 في بروزيفيتس قرب شفيرين - ومات في 14 أبريل 1894 في روما) هو شاعر ومؤرخ أدبي وفني ألماني.

## حياته
درس فون شاك الحقوق بين عامي 1834 و1838 في بون وهايدلبرج وبرلين. ثم عين في الحكومة البروسية وعمل في المحكمة الملكية في برلين. غير أن العمل هناك أرهقه فقرر ترك الخدمة.
وبعد أن قام فون شاك السفر إلى إيطاليا ومصر وإسبانيا عاد إلى ألمانيا مرة أخرى. وذهب إلى دوقية أولدنبورج. وهناك عمل في الحكومة وأرسل نائبا في عام 1849 إلى برلين. وظل في هذا المنصب الدبلوماسي حتى عام 1852, عاد بعدها إلى ضيعته في ميكلنبورج. ثم سافر إلى إسبانيا لدراسة تاريخ المسلمين في المغرب.
وفي عام 1855 انتقل إلى ميونخ، وهناك منح العضوية الفخرية في عام 1856 في أكاديمية العلوم. وفضلا عن ذلك فقد جمع فون شاك مجموعة من اللوحات القيمة (تسمى بجاليري شاك Schackgalerie). ورغم أنه قد أوصى بها إلى القيصر فيلهلم الثاني، إلا أن المجموعة ظلت في ميونخ. وفي عام 1881 منح لقب المواطن الفخري لمدينة ميونخ.
ويعتبر عمله «الشعر والفن العربي في إسبانيا وصقلية» أهم أعماله في مجال تاريخ الفن والأدب. وقد صدر جزء كبير من أعماله في طبعة من ستة أجزاء في عام 1886. وقد نشر بعدها بعام سيرته الذاتية تحت عنوان «نصف قرن..ذكريات ومدونات». كما نشر بعد وفاته أعمال لم تنشر في حياته في سنة 1896.

## من أعماله
- قصائد 1867
- كانكان (رواية 1873)
- تاريخ الفن والأدب المسرحي في إسبانيا
- الشعر والفن العربي في إسبانيا وصقلية

## روابط خارجية
- أدولف فريدريش فون شاك على موقع ميوزك برينز (الإنجليزية)
- أدولف فريدريش فون شاك على موقع ديسكوغز (الإنجليزية)